# ستيف جوبز
ستيفن بول «ستيف» جوبز عبد الفتاح الجندلي (بالإنجليزية: Steven Paul Jobs)؛ (24 فبراير 1955 - 5 أكتوبر 2011) هو مخترع أمريكي من أصول سورية، وأحد أقطاب الأعمال في الولايات المتحدة. عُرف بأنه المؤسس الشريك والمدير التنفيذي السابق ثم رئيس مجلس إدارة شركة آبل وهو أيضاً الرئيس التنفيذي السابق لشركة بيكسار ثم عضواً في مجلس إدارة شركة والت ديزني بعد ذلك وحتى وفاته؛ وأثناء إدارته للشركة استطاع أن يخرج للنور كلاً من جهاز الماكنتوش (ماك) بأنواعه وثلاثة من الأجهزة المحمولة وهي: آيبود وآيفون وآي باد.
في أواخر السبعينيات، قام جوبز مع شريكيه ستيف وزنياك ومايك ماركيولا، وآخرون بتصميم وتطوير وتسويق واحد من أوائل خطوط إنتاج الحاسب الشخصي التجارية الناجحة، والتي تُعرف باسم سلسلة أبل II. فيما بعد وفي أوائل الثمانينات كان جوبز من أوائل من أدركوا الإمكانيات التجارية لفأرة الحاسوب وواجهة المستخدم الرسومية الأمر الذي أدى إلى قيام آبل بصناعة حواسيب ماكنتوش. بعد خسارة الصراع على السلطة مع مجلس الإدارة في 1985 استقال جوبز من آبل وقام بتأسيس نكست وهي شركة تعمل على تطوير منصات الحواسيب في التعليم العالي والأسواق التجارية. ثم قامت آبل بالاستحواذ على نكست في عام 1996 وعاد جوبز إلى آبل وأصبح المدير التنفيذي لها في 1997.
على جانب آخر قام جوبز في عام 1986 بشراء قسم رسوميات الحاسوب في شركة لوكاس فيلم القسم الذي عرف فيما بعد باسم مَفِنَّات بيكسار للرسوم المتحركة. وبقي مديراً تنفيذياً لبيكسار حتى صفقة الاستحواذ التي تمت من قبل شركة والت ديزني وانتقل على إثرها ليكون عضواً في مجلس إدارة الأخيرة.
عانى جوبز وقبيل عدة سنوات من وفاته من مشاكل صحية بعدما أصيب عام 2004 بنوع نادر من سرطان البنكرياس، وخضع في 2009 لعملية لزراعة كبد، ومنذ يناير وحتى وفاته عام 2011 كان جوبز في عطلة مرضية أعلن خلالها في 24 أغسطس 2011 عن استقالته من منصبه كمدير تنفيذي لشركة آبل مع انتقاله للعمل كرئيس لمجلس الإدارة. حرص جوبز في رسالة استقالته بالتوصية على وضع تيم كوك في منصبه الشاغر.
في الخامس من أكتوبر 2011، وقرابة الساعة الثالثة ظهراً بتوقيت كاليفورنيا (منتصف الليل بتوقيت الشرق الأوسط) توفي جوبز بمنزله في بالو ألتو، عن 56 عاماً، بعد ستة أسابيع من تقديمه استقالته كمدير تنفيذي لآبل. وقد حددت نسخة من شهادة وفاته سبب الوفاة بأنه كان توقف التنفس ما سبب مفارقة جوبز للحياة بشكل فوري، و«ورم البنكرياس الهرموني العصبي المنتشر» كسبب تابع.
أعلنت شركة «آبل» عن خبر الوفاة، وقالت أن رئيسها الراحل الذي كان «نابغة رؤيوياً ومبدعاً قد رحل بعد صراع طويل مع المرض».

## النشأة

### الأبوان والأسرة
ولد ستيف بول جوبز في سان فرانسيسكو في 24 فبراير 1955 ، والده هو عبد الفتاح الجندلي (سوري _ حمصي الأصل) وهناك خلاف في سيرته حيث يقال إنه ولد لأبوين غير متزوجين كانا حينها طالبين في الجامعة، وعرضه والداه عبد الفتاح وجوان شيبل (schieble) للتبني، بعدما رفضت أسرة شيبل زواجها من غير كاثوليكي، فتبناه زوجان من كاليفورنيا هما بول وكلارا جوبز، وهما من عائلة أرمنية بولندية على رأسها الزوجان باول وكلارا جوبز، ما ترك أثراً في حياة ستيف الذي لا يذكر عبد الفتاح إلا مع استخدام صفة الوالد البيولوجي.
بينما تجزم أسرته الشامية أنه ابن شرعي وأن ما يشاع عن أن ستيف جوبز ولد من أبوين غير متزوجين هو أمر غير صحيح، مؤكدة أنه شقيق منى الجندلي المعروفة في الولايات المتحدة الأميركية ككاتبة وأديبة وروائية باسم منى سيمبسون مؤكدة أن الأخيرة زارت مدينة حمص، وتعرّفت إلى عائلتها وجميع أفراد آل الجندلي في حمص، وحرصت على زيارة منزل والدها وجدها في حمص وأقامت في فندق السفير لأكثر من ثلاثة أسابيع، تنقّلت خلالها في عدد من القرى والمدن القريبة من حمص.
وكشفت دانية الجندلي عن أن عبد الفتاح الجندلي الذي درس في الجامعة الأميركية في بيروت، ثم في جامعة هارفرد، عاد إلى حمص مع زوجته الأميركية (والدة ستيف ومنى) وأقام لشهرين، وعمل في مصفاة حمص، لكنه لم يستطع التأقلم مع مجتمعه، فعاد ليقيم في الولايات المتحدة الأميركية، ولم يعد إلى سوريا منذ تلك الأيام، ولكنه لم يظهر ذلك ولم يتحدث عنه كونه ليبرالي الفكر يرى الدين شيء شخصي، أما إعجابه بالبوذية فكان إعجاباً بالتصوف البوذي وبالتصوف بشكل عام.
وقد كُتب القليل عن عبد الفتاح جندلي بوسائل الإعلام الأمريكية، لأنه عاش دائماً في الظل ولم يروي لأحد تقريباً بأنه الوالد الحقيقي للرجل الذي كان دائماً مالئ دنيا الكمبيوترات والإلكترونيات وشاغل المدمنين عليها، وابنه ستيف جوبز نفسه كان يساهم بدوره في إخفاء هوية والده الحقيقي وإخفاء شخصية شقيقته منى، المصنفة للأمريكيين وبالخارج كواحدة من أشهر الروائيات، وبدورها كانت تساهم أيضاً بإخفاء هوية أبيها وأخيها معاً، فاسمها المعروفة به في الولايات المتحدة هو منى سيمبسون، لذلك لم تلتق بأبيها، وبأخيها التقته لأول مرة حين كان عمره 27 سنة، ثم تكررت اللقاءات والاتصالات دائماً عبر الهاتف.
تعود قصة تخلي جندلي عن إبنه إلى العام 1955 حين سافر طالب سوري ولد في مدينة حمص إلى الولايات المتحدة للحصول على شهادة الدكتوراه في العلوم السياسية من الولايات المتحدة التي تعرف فيها على جوان كارول شيبل، وفي أمريكا أنجبت له جوان كارول شيبل التي كانت زميلته في الدراسة ابنهما خارج إطار الزوجية. ينحدر عبد الفتاح الجندلي من منطقة جب الجندلي في حمص، حيث ولد العام 1931 فغادرها وهو بعمر 18 سنة إلى بيروت عام 1949 لدراسة العلوم السياسية في الجامعة الأميركية حيث كان والده ثرياً وصاحب أملاك، ونشط في الحركة القومية العربية  كناشط عروبي، وترأس جمعية العروة الوثقى الأدبية الفكرية القومية الاتجاه التي ضمت أسماء معروفة مثل جورج حبش وقسطنطين زريق وشفيق الحوت.
لكنه لم يكن السياسي الوحيد في العائلة، فابن عمه فرحان كان نائباً ووزيراً للتربية في حكومة ناظم القدسي. غادر عبد الفتاح بيروت إلى الولايات المتحدة عام 1950 ليدرس العلوم السياسية في إحدى جامعات نيفادا، وهناك أقام علاقة مع جوان كارول شيبل أثمرت ستيف. وبعد أسبوع من ولادة الطفل عرضه جندلي للتبني، وتبناه الزوجان بول وكلارا جوبز من ولاية كاليفورنيا وسمياه ستيفن بول. وتحدث عبد الفتاح كيف رفض والد زوجته زواج ابنته من رجل سوري مما اضطرهم إلى التخلي عن ستيف لأسرة جوبز وقال: توجهت جوان حتى دون أن تعلمني أو أي أحد إلى مدينة سان فرانسيسكو لكي تلد هناك لكي لا تجلب العار لعائلتها ورأت أن هذا الأفضل لجميع الأطراف.
وبعد أشهر من تبنيه من قبل عائلته الجديدة تزوج جندلي وشيبل بعد عشرة أشهر من التنازل عن المولود، وفيما كان ستيف يترعرع في كنف العائلة الجديدة أنجب جندلي وشيبل ابنتهما منى التي اعتنيا بتربيتها على العكس من شقيقها، ولم يدرك عبد الفتاح أن رئيس أبل هو ابنه، وقال جندلي - 80 عاماً السوري المولد، الأميركي الجنسية والذي يشغل منصب نائب رئيس كازينو فندق «بومتاون» والبروفيسور السابق في جامعة نيفادا - مرة لصحيفة ذا صن أن كبرياءه العربي السوري يمنعه من المبادرة بنفسه إلى الاتصال به، وأضاف «لست مستعداً، حتى إذا كان أحدنا على فراش الموت، لأن التقط الهاتف للاتصال به، إن على ستيف نفسه أن يفعل ذلك لأن كبريائي السوري لا يريده أن يظن ذات يوم بأنني طامع في ثروته. فأنا لا أريدها وأملك مالي الخاص. ما لا أملكه هو ابني، وهذا يحزنني.» رغم أنه أبدى قبل ذلك ندمه على التنازل عن ابنه وعرضه للتبني، وأعرب في أغسطس 2011 لصحيفة ذي صن عن رغبته في لقاء ستيف، بل قال إنه يعيش على أمل أن يتصل ابنه به قبل فوات الأوان، وأضاف: إن تناول فنجان قهوة ولو لمرة واحدة معه سيجعلني سعيداً جداً لكنه لم يلتق ابنه حتى وفاته.

#### منى سيمبسون
كما لم تعلم منى سيمبسون بوجود أخِ لها إلى أن بلغت سن الرشد، وهي روائية مشهورة التقى بها بعد سنوات طويلة بسبب تبنيها من قبل عائلة أخرى، تعرف جوبز على شقيقته منى سيمبسون من أبويه البيولوجيين عبد الفتاح جندلي وجوان كارول شيبل منذ 29 عاماً، ونشأت بينهما علاقة متينة جداً، إلا أن هذه العلاقة لم تمهد الطريق للقاء بين الابن وأبيه، في المقابل كانت علاقة تربط بين منى سيمبسون - شقيقته من والديه البيولوجيين - وستيف الذي التقته للمرة الأولى حين دعته إلى حفلة لترويج روايتها «في أي مكان إلا هذا المكان» وفيها كشفت أنها شقيقة جوبز، وكان يومذاك عمره 27 عاماً، وعنها قال جوبز «نحن عائلة، وهي من أفضل أصدقائي في العالم». كما عرف ستيف من شقيقته تفاصيل أخرى عن والديهما، ودعا أمه التي أنجبته إلى بعض الفعاليات، لكنه لم يحاول أبداً الاتصال بوالده عبد الفتاح جندلي. لم يعش ستيف جوبز في قوقعة البحث عن والديه البيولوجيين، حتى بعد اكتشافه الحقيقة ومعرفة أنه ابن بالتبني لعائلة جوبز التي يحمل اسمها، وكان يردد دائماً أن والديه الحقيقيين هما آل جوبز. طوال تلك السنوات لم يحاول ستيف جوبز لقاء أبيه حتى بعدما طلب الأخير ذلك علناً. رغم أن عبد الفتاح بعث مرة برسالة إلى ابنه في عيد ميلاده لكنه لم يتلق رداً.

### النشأة

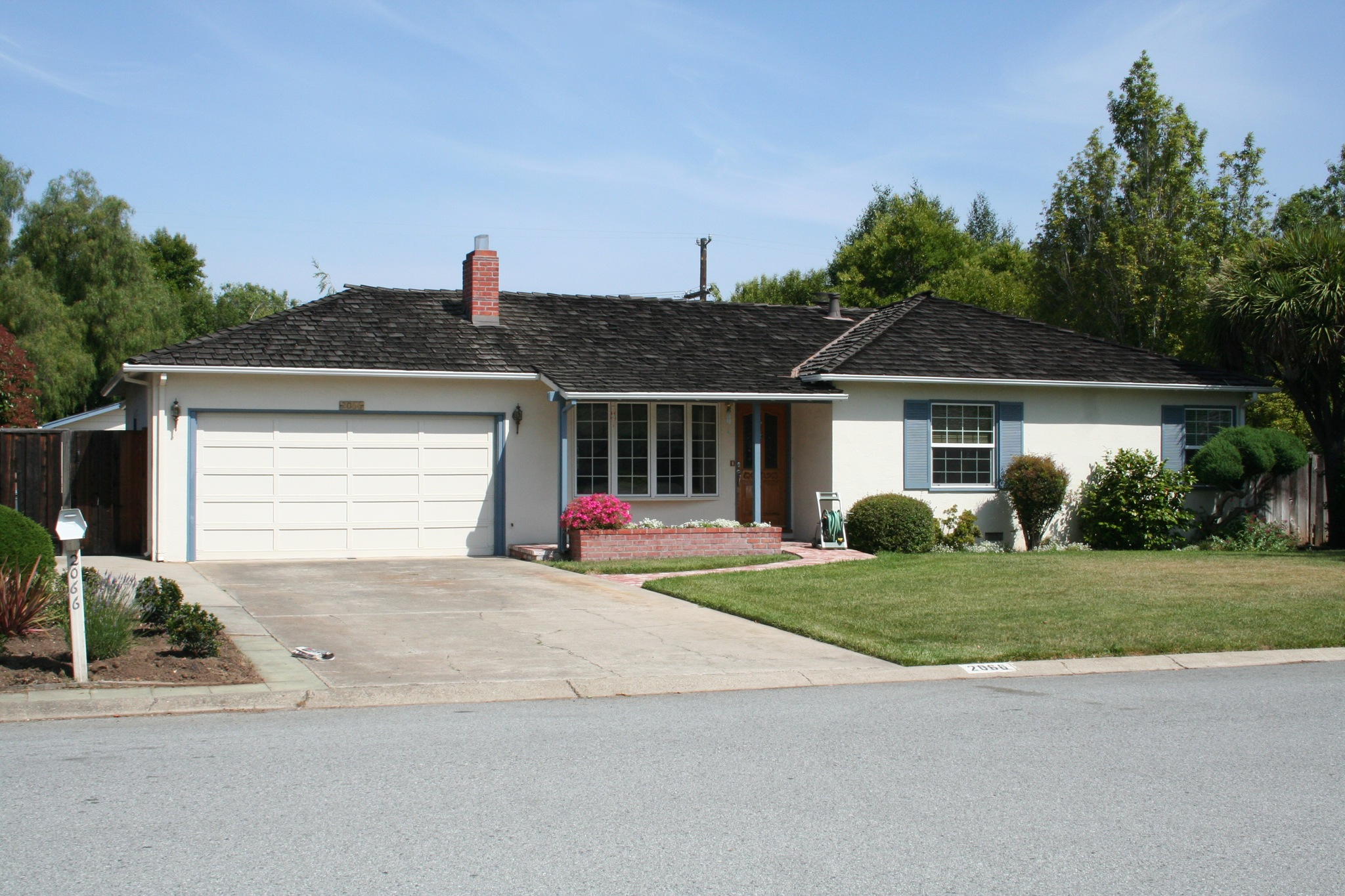
منزل العائلة التي تبنت جوبز، ويظهر المرآب الذي أسست فيه شركة أبل.

نشأ جوبز في منزل العائلة التي تبنته في المنطقة التي صارت تعرف لاحقاً باسم وادي السيليكون، وهي مركز صناعات التكنولوجيا الأمريكية. التحق جوبز بالمدرسة فكان يدرس في فصل الشتاء ويذهب للعمل في الإجازة الصيفية، وشغف بالإلكترونيات منذ صغره فكان مولعاً بالتكنولوجيا وطريقة عمل الآلات. كانت أولى ابتكاراته وهو في المرحلة الثانوية عبارة عن شريحة إلكترونية، ورغم ضعف اهتمامه بالتعليم المدرسي تعلق ستيف بالمعلوماتية، وقام بدورة تدريبية لدى «إتش بي» الذي كان مركزها قريباً من منزله  في مدينة بالو ألتو  وهناك تعرف على وزنياك، ونشأت بينهما علاقة صداقة قوية. واللذان حققا معاً خطوات هامة في عالم التكنولوجيا بعد ذلك.

#### جامعة ريد
تخرج جوبز في مدرسته الثانوية، والتحق بجامعة ريد في بورتلاند بولاية أرغون، لكنه لم يحقق النجاح بالجامعة، فرسب في عامه الأول وقرر ترك الدراسة بعد فصل دراسي واحد  نظراً لضائقة مالية ألمّت بعائلته من الطبقة العاملة، تابع ستيف بعد ذلك دراسات في الشعر والخط ولكن رأسه وقلبه كانا في مكان آخر في كاليفورنيا وتحديداً في المكان الذي سيقام فيه «سيليكون فالي». ولم يقف جوبز ساكناً بعد تركه للدراسة بل سعى لتنمية مهاراته في مجال التكنولوجيا والإلكترونيات، فقدم ورقة بأفكاره في مجال الإلكترونيات لشركة أتاري الأولى في صناعة ألعاب الفيديو وتمكن من الحصول على وظيفة بها كمصمم ألعاب، وكان يهدف من هذا لتوفير المال اللازم للسفر إلى الهند. ثم ترك جوبز عمله لفترة سافر فيها للهند ثم ما لبث أن عاد مرة أخرى لمواصلة عمله في «أتاري».
انتقل ستيف جوبز بعد أن ترك بورت لاند إلى الإقامة في الساحل الغربي، وعثر على وظيفة لدى مصنع ألعاب الفيديو «أتاري» وعاود اتصاله بفوزنياك وقاما بعدد من التجارب، واخترع جوبز جهاز هاتف يسمح بإجراء مكالمات بعيدة مجانية، بعد ذلك انصرف جوبز ووزنياك إلى حلمهما الكبير، وفي مرأب للسيارات بدآ العمل على حاسوبهما الأول بعد أن باع الأول سيارته والثاني آلته الحسابية العلمية ليتمكنا من تأسيس شركتهما التي شهدت النور في العام 1976 وسميت آبل على اسم الفاكهة المفضلة بالنسبة لستيف جوبز.

#### الهند
سافر جوبز إلى الهند في مطلع شبابه ثم عاد من رحلته برأس حليق وهو يرتدي جلباباً هندياً حيث أُعجب بالبوذية هناك، وظل نباتياً طوال حياته. عاد جوبز إلى الولايات المتحدة ليعمل في مرآب بيته على تأسيس شركة آبل بالتعاون مع صديقه ستيف وزنياك، وكسرا احتكار شركة «أي بي إم» لصناعة الكمبيوتر حين ابتكرا الكمبيوتر الشخصي المحمول، وبفضل ذلك تحولت تلك الشركة الصغيرة فيما بعد إلى إمبراطورية تقترب قيمة أصولها وفقاً لبورصة نيويورك إلى ترليون دولار. في العام 2011 أصبحت أبل - ولفترة وجيزة- أكبر شركة في العالم بقيمة تقدر بحوالي 350 مليار دولار، وهي تتنافس منذ ذلك الحين على هذه المرتبة مع شركة مايكروسوفت وجوجل وإكسون موبيل النفطية العملاقة.

## شركة أبل

### الثنائي الإلكتروني
في العام 1970 شهدت حياة جوبز تحولاً رئيسياً حينما التقى بمهندس الحاسوب والمبرمج ستيف وزنياك ليصبحا صديقين، ورغم أنه لا يفقه الكثير في الإلكترونيات إلا أنه فطن إلى عبقرية المنتج الجديد الذي تلاعبت به يد صديقه وزنياك، وأدرك عندها أن العالم بحاجة ماسة لهذا الاختراع، لم يقف عند حدود علمه بالحقيقة، بل خرج ليجعل العالم يستفيد منها. عاد جوبز للعمل في شركة أتاري، وانضم إلى ناد محلي للكمبيوتر مع صديقه ستيف وزنياك الذي كان يصمم كمبيوتره الخاص حينها. وفي عام 1976 استطاع جوبز إقناع متجر محلي للكمبيوترات بشراء 50 جهاز من أجهزة وزنياك قبل صنعها، وبفضل أمر الشراء هذا تمكن جوبز من إقناع أحد موردي الإلكترونيات بإمداده بمكونات تلك الكمبيوترات التي يسعى لصنعها، وهكذا استطاع جوبز إنتاج الكمبيوتر الجديد الذي أطلق عليه أبل 1 من دون الحاجة للاقتراض من أية جهة أو أن يمنح جزء من أسهم شركته لشخص آخر.
لكن تطوير هذا الكمبيوتر كان مكلفاً جداً، مما دفع جوبز أن يقنع مايك ماركولا - مستثمر محلي في كاليفورنيا - بتوفير مبلغ 250 ألف دولار، وهكذا استطاع الثلاثة جوبز ووزنياك وماركولا تكوين شركة أبل  في كراج عائلة جوبز عام 1976، واضطر جوبز لاحقاً لبيع سيارته لتمويل المشروع. أحدث جوبز مع شريكه المؤسس ستيف وزنياك ثورة في عالم الكومبيوتر الشخصي في النصف الثاني من السبعينات انطلقت من كراج منزله. وفي مطلع الثمانينات كان من الأوائل الذين اكتشفوا القيمة التجارية لأنظمة تشغيل الكومبيوتر بالرسومات والتصاميم والفأرة بدلاً من طباعة الأوامر أو إصدارها باستخدام لوحة المفاتيح. وبعد غياب ومشاكل تجارية مدمرة أعاد إلى أبل مجدها بسلسلة من الأجهزة السحرية بدءًا من آي بود ومرورًا بآي فون ثم آي باد.
بدأت شركة أبل عام 1976 في تجميع وبيع أجهزة الكومبيوتر، لتقدم للعالم بعد إنشائها بعام جهاز أبل 2 الذي يعد أول جهاز كومبيوتر شخصي ناجح يتم إنتاجه على المستوى التجاري. وكان باكورة إنتاج الشركة عام 1984 نظام ماكنتوش الذي كان أول نظام تشغيل ناجح بواجهة رسومية وفأرة، وهي تقنيات لم تكن معروفة من قبل، ليحقق الجهاز نجاحاً وانتشاراً كبيرين في مواجهة إنتل ومايكروسوفت، لكن لم يكد يمضي عام على هذا الإنجاز حتى نشبت خلافات وصراعات داخلية عنيفة انتهت بطرد جوبز من شركته، دفع ذلك جوبز إلى إنشاء شركة جديدة هي نكست التي اهتم فيها بمنصات العمل ذات الإمكانيات المتطورة بدلاً من الحواسيب الشخصية، ووضع من خلالها نظام برمجيات أوبجيكت أرونتيد الذي كان الأساس لنظام تشغيل ماك الحديث، وفي العام 1986 اشترى قسم رسوميات الحاسوب في شركة لوكاس فيلم ليحولها إلى شركة بكسار التي أصبحت بعد ذلك أحد أكبر شركات إنتاج أفلام الكرتون ثلاثية الأبعاد 3D، والتي قدمت لنا أكثر الأفلام نجاحاً في تاريخ هذه الصناعة.

### أبل 1
انطلق جوبز ووزنياك في طريقهم لتطوير جهازهما الجديد، فبعد أبل 1 سعيا من أجل إنتاج كمبيوتر آخر أكثر تعقيدًا ولكن أسهل في الاستخدام، وقد جذب نجاحهما أعين المستثمرين، ففي عام 1977 قرر الرئيس التنفيذي السابق لشركة أنتل مايك ماركولا الاستثمار في أبل، وأصبح رئيس مجلس إدارتها، بالإضافة لعدد من المستثمرين الآخرين، جاء أبل 2 بعد ذلك ليشهد انطلاقة قوية في مجال الكمبيوتر الشخصي ويكتسح السوق الأمريكي بما يتضمنه من تكنولوجيا متقدمة وبرامج عالية الجودة، تمكن جوبز من تسويق منتجه الجديد، فباع مئات الأجهزة، ولكن لم يتمكن شريكة وزنياك من الاستمرار في تحقيق حلمه حيث تعرض لحادث طائرة، خرج منه بإصابات بالغة لم يتمكن من الاستمرار بسببها، فقرر التفرغ لحياته ومشاريعه الاجتماعية، وتدريس الكمبيوتر في مكتبه بكاليفورنيا.

### أبل 2
كان جهاز أبل 2 مختلفاً عن بقية الأجهزة المتداولة في تلك الفترة، حيث كان يأتي مكتملاً من دون الحاجة إلى تجميع أجزائه المختلفة، وحقق الجهاز الجديد نجاحاً فورياً، وشكل بداية عهد الكمبيوتر الشخصي، وحقق مبيعات بأكثر من ستة ملايين وحدة قبل إيقاف إنتاجه عام 1993.

### الخلاف

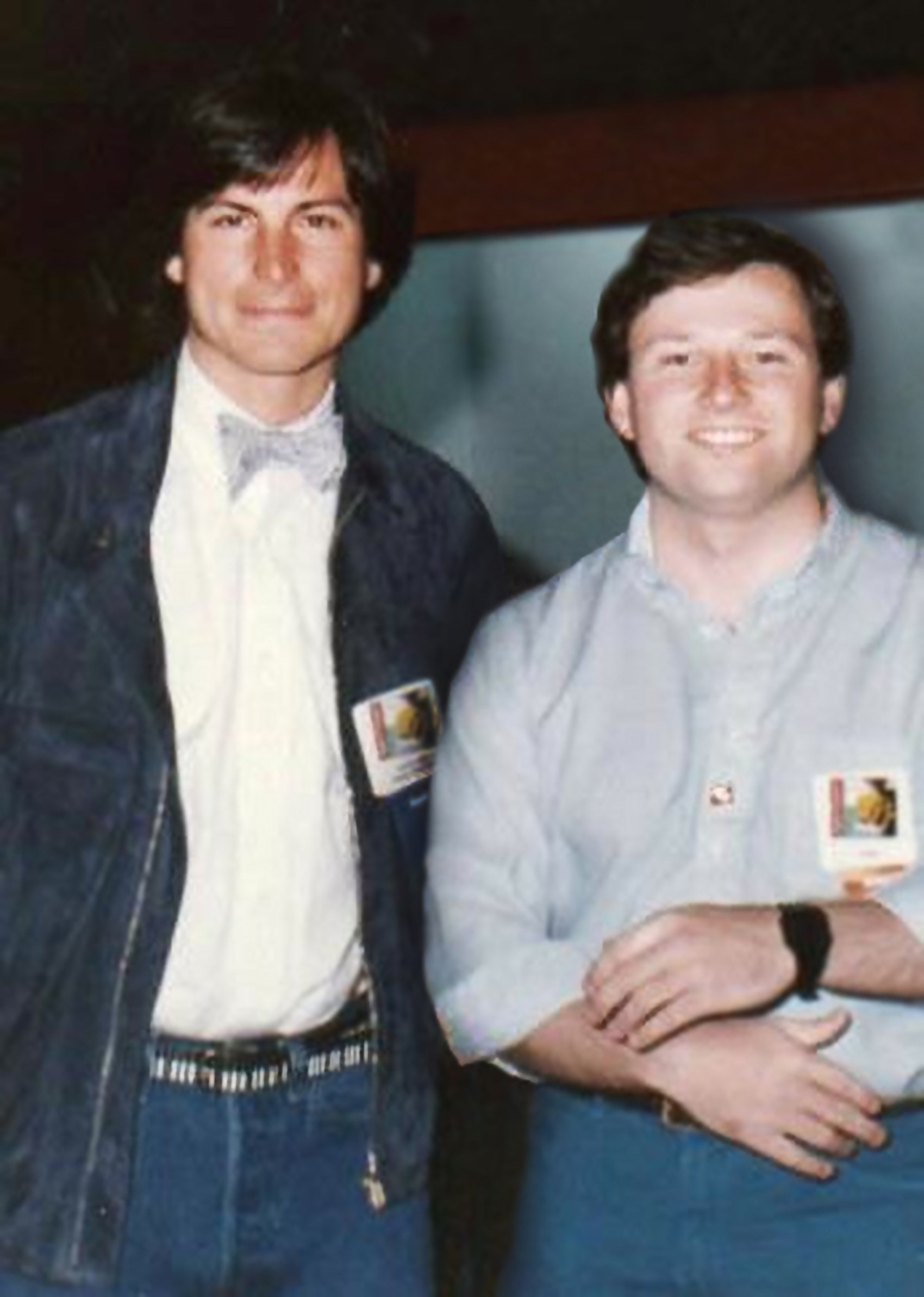
ستيف جوبز(يسار)مع ويندل براون وقت إطلاق برنامج Hippo-C لـ Macintosh، يناير 1984

بدأت الشركة تكبر لتحقق القفزة الكبرى سنة 1984 حين قدم جوبز نظام ماكنتوش، الذي كان أول نظام تشغيل ناجح بواجهة رسومية وفأرة، كانت فكرة الفأرة مع حجم الجهاز الصغير وواجهته الرسومية أمراً مدهشاً أيامها، فحقق هذا الجهاز نجاحاً وانتشاراً غير مسبوق في مواجهة إنتل وميكروسوفت، لكن لم يكد يمضي عام على هذا الإنجاز حتى نشبت خلافات وصراعات داخلية عنيفة، واستقال جوبز بعد طرده وترك الشركة في 1985 إثر هذه الخلافات الداخلية على السلطة، وأسس شركة (نكست) لأجهزة الكمبيوتر وبعد فترة تداعت مجموعة أبل إلى أن عاد إلى قيادتها في 1997.
قام جون سكولي بفصل جوبز من شركة أبل الذي يرجع له الفضل في تأسيسها وقام ببيع كامل حصته بها، كان ذلك أصعب شيء حدث لجوبز لكنه كما قال كان هذا أفضل شيء حدث له، حيث دفع ذلك جوبز لإنشاء شركة جديدة هي نكست ستيب وشارك في تمويل هذه الشركة الجديدة كبار رجال الأعمال والتكنولوجيا مثل الملياردير روس بيرو، وفي عام 1989 قام جوبز بإنتاج أول كمبيوتر يحمل اسم نكست والذي على الرغم من تفوقه التقني إلا أنه لم يكتب له النجاح تجاريًا نظرًا لارتفاع سعره. واهتم جوبز في هذه الحقبة بمنصات العمل ذات الإمكانيات المتطورة بدلاً من أجهزة الكومبيوتر الشخصية، ووضع من خلالها نظام برمجيات أوبجيكت أورنتيد الذي كان الأساس لنظام تشغيل ماك الحديث.
ازداد اهتمام جوبز في هذه الفترة بأناقة التصميم التي كانت ثورية، انتقل جوبز بعدها لمرحلة جديدة في العام 1986 حين قام بشراء قسم رسوميات الكومبيوتر في شركة لوكاس فيلم ليحولها إلى شركة بكسار، والتي أصبحت بعد ذلك أحد أكبر شركات إنتاج أفلام الكارتون ثلاثية الأبعاد، لتقدم للعالم أكثر الأفلام نجاحاً في تاريخ هذه الصناعة. تعرض مصنع جوبز الجديد المسمى نكست للخسائر المتتالية مما جعله يغلقه في فبراير 1993، وتوقف عن تصنيع الكمبيوترات مكتفياً بالبرامج. وتداعت شركة أبل إلى أن عاد إلى قيادتها في 1997، ومذاك سطع نجم التفاحة المقضومة وهو الرسم الذي تتخذه أبل شعاراً لها، مع إطلاق الشركة منتجات اكتسحت الأسواق من جهاز كومبيوتر ماكينتوش في 1998 إلى جهاز آي باد اللوحي في 2010 مروراً بجهاز الموسيقى الجوال آي بود (2001) والهاتف المتعدد الوظائف آي فون (2007).

### العودة

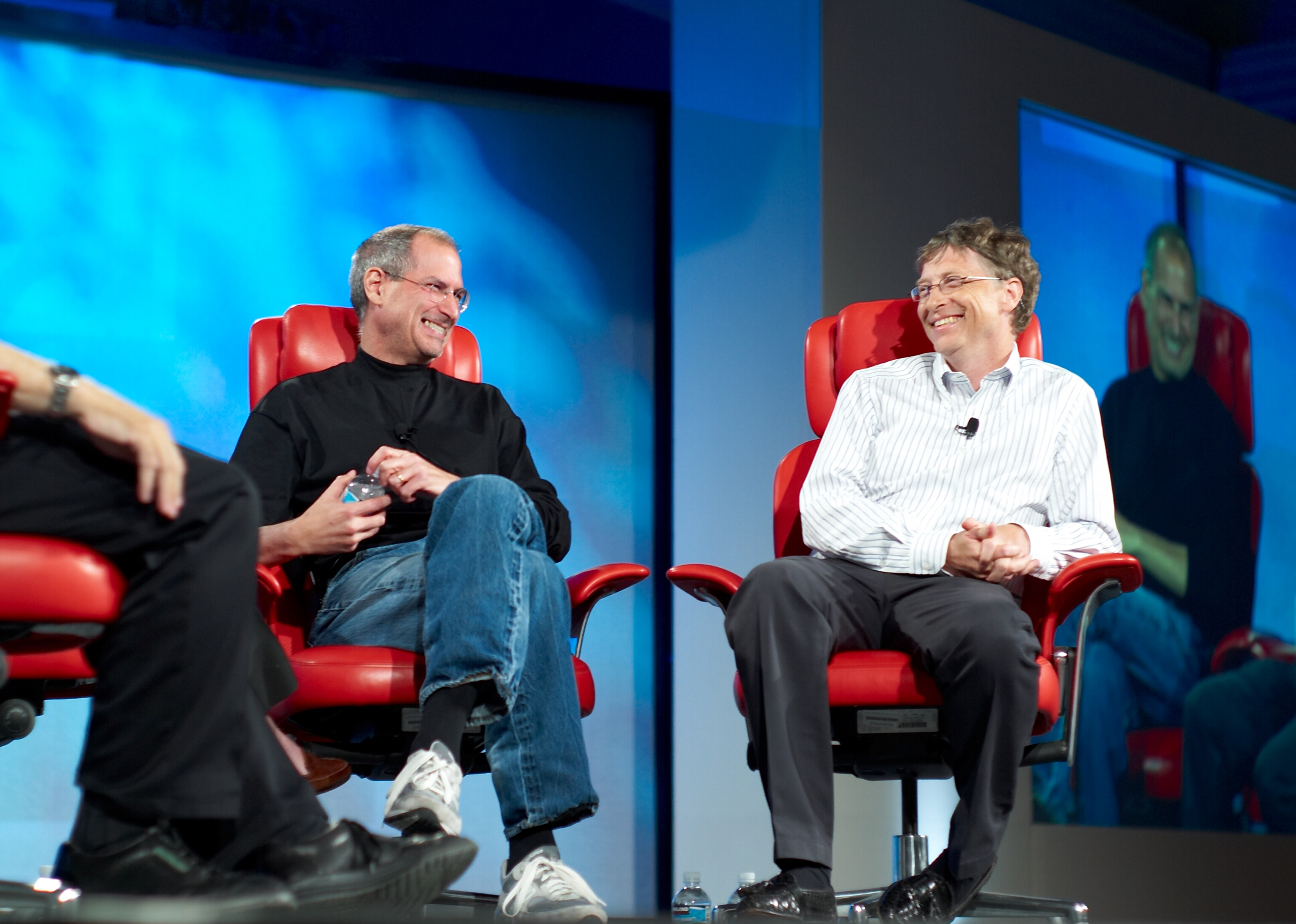
ستيف جوبز (يسار) وبيل غيتس (يمين).

لم تتمكن أبل من تحقيق الثبات فأخذت في الانهيار سريعاً وتقلصت حصتها في السوق بشكل كبير، وتنقلت من مدير إلى أخر حتى استقرت رئاسة مجلس الإدارة مع جيلبرت أميليو والذي لم يجد طوق للنجاة ينقذ به الشركة من الانهيار سوى ستيف جوبز، والذي قام أميليو بدعوته للانضمام لمجلس إدارة أبل كمستشار لها عام 1995. وفي هذا العام تمكنت شركة جوبز نكست من تحقيق أرباحاً بعد تأرجحها صعوداً وهبوطاً، وبدأ تعاون مع قطبي التكنولوجيا بيل غيتس – الرئيس السابق لمايكروسوفت - وستيف جوبز لتصميم برنامج ويندوز إن تي. في ديسمبر 1995 قامت شركة أبل بشراء شركة نكست بأربعمائة مليون دولار، وتم تعيين ستيف جوبز رئيساً تنفيذياً مؤقتاً لأبل عام 1997 براتب قدره دولار واحد سنوياً مما أدخله في مجموعة جينيس للأرقام القياسية كأقل الرؤساء التنفيذيين تقاضياً للراتب في العالم.
وبعد أن أطلق جوبز كمبيوتر آي ماك عادت شركة أبل مرة أخرى لتلتقط أنفاسها وتستعيد مكانتها في سوق الكمبيوترات الشخصية مرة أخرى، وفي يناير 2000 أصبح جوبز رئيساً تنفيذياً دائماً للشركة، ومالكاً لثلاثين مليون سهم منها وصعدت أرباحها سريعًا، واشتهر جوبز بمؤتمراته التي يستعرض فيها منتجات أبل الجديدة بمهارة أصبحت نموذجاً في مجال العرض والتسويق، ليأتي نجاح أبل التالي في منتج بعيد عن مجال الكومبيوتر.

### عالم الكرتون
مرحلة ثانية انتقل إليها جوبز حيث قرر اختراق عالم الكرتون ولم يبتعد كثيراً عن التكنولوجيا في ذلك بل وظفها من أجل إضافة المزيد من الإبهار والروعة عليها، ففي عام 1986 م قام بشراء أستديو للرسوم المتحركة من جورج لوكاس ودفع في هذه الصفقة 10 ملايين دولار فأصبح الرئيس التنفيذي ورئيس مجلس الإدارة لها وقام بالإبداع في هذا المجال الجديد فدمج الرسوم المتحركة مع تكنولوجيا الكمبيوتر الحديثة، وحقق الكثير من النجاح ففازت شركة بيكسار عام 1988 م بجائزة الأوسكار عن فيلمها القصير تين توي (Tin Toy) المنفذ بالكامل على الكمبيوتر.
وجاء جوبز بتكنولوجيته لينقل الرسوم المتحركة من الشكل التقليدي إلى شكل جديد ليحقق المزيد من الإبهار، وتوالت الأعمال التي أنتجتها بيكسار ووالت ديزني فأصدرت فيلم حكاية لعبة عام 1995 والذي حقق إيرادات ضخمة، وبعده حياة حشرة، حكاية لعبة 2، شركة المرعبين المحدودة، البحث عن نيمو، الخارقون وغيرها العديد من الأفلام المميزة. تألقت شركة بيكسار وازدهرت بأفلامها المميزة وطرحت الشركة في اكتتاب في نوفمبر عام 1995 وبيعت أسهمها بـ 22 دولار للسهم صعدت سريعاً إلى 39 دولار، أمتلك جوبز فقط دولار ونصف لكل سهم منها وأصبح ملياردير، كما يمتلك جوبز حصة كبيرة في شركة والت ديزني.

### الاستخدام المحمول
كانت النقلة الثانية التي أدخلها جوبز إلى عالم التكنولوجيا وبدأت عام 2000 هي تحويل استخدام أجهزة الكمبيوتر من الاستخدام المكتبي إلى الاستخدام المحمول عن طريق سلسلة من المنتجات التي لاقت رواجاً، وتشتمل هذه السلسلة على أجهزة (آيبود) و (آيفون) و (آي باد) ومتجر (آي تيونز) الموسيقي العملاق ومتجر (أبل ستور) الذي يوفر لمستخدمي (آي فون) تطبيقات هائلة تغطي كل مناحي الحياة.

### ابتكارات جوبز
جوبز لم يتوقف عند حد معين بل سعى دائمًا من أجل البحث عن الجديد في التكنولوجيا، ومن الابتكارات التي يرجع الفضل فيها لجوبز هو ما قدمه عام 2001 وهو جهاز «الأي بود» أو جهاز الموسيقى المحمول الذي يقوم بتحميل الأغاني من نوع MP3، وحقق هذا المنتج انتشاراً هائلاً في جميع الأسواق العالمية، وبفكر جوبز التسويقي المميز تمكن من إقناع معظم شركات الأغاني بمنحه حقوق تسويق أغانيها على الإنترنت، واستكمالاً لابتكاراته قدم جوبز برنامج أي تونز وهو برنامج موسيقي رقمي يبيع الأغاني ويحملها على الأي بود عبر الإنترنت.
بعد عودة جوبز بقوة إلى شركة أبل عام 1996 بعدما اشترت شركة نكست، ليبدأ تألق الشركة من جديد عبر تقديم جهاز آي ماك المصمم للاستفادة القصوى من الإنترنت، وفي 2001 قدم جوبز في جهاز آيبود بحجمه الصغير وتصميمه الأنيق، ولكن الإنجاز الأهم كان عام 2007 باختراع جهاز آيفون الأنيق والمتطور الذي أحدث انقلاباً في عالم الأجهزة النقالة من خلال شاشة اللمس المتطورة التي زود بها، وفي العام 2010 ظهر جهاز الحاسوب اللوحي آيباد ثم آيباد 2. ومن النجاحات التي حققتها الشركة في عهد جوبز تطوير جهاز مشغل الموسيقى آي بود عام 2001، والهاتف الذكي آي فون عام 2007، ثم الحاسوب اللوحي آي باد عام 2009.
عندما سئل جوبز ذات مرة عن سر الأفكار الخيالية التي تتمتع بها أبل قال «إن من يعمل في الشركة ليسوا فقط مبرمجين بل رسامين وشعراء ومهندسين ينظرون للمنتج من زوايا مختلفة لينتجوا في النهاية ما ترونه أمام أعينكم». ومن كلام جوبز السابق يظهر لنا السر وراء هذا النجاح المبهر الذي وصل إليه ووصلت إليه شركته «أبل».

## أبل صعودًا وهبوطًا

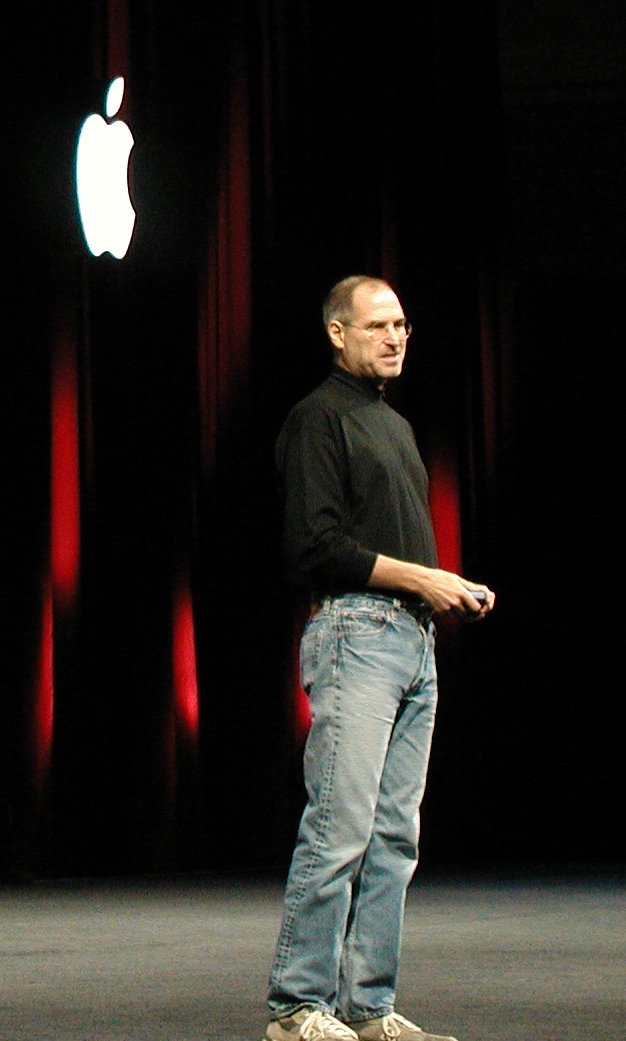
ستيف جوبز في مؤتمر (ماك وورلد) 2005 في سان فرانسيسكو.

في عام 1982 سعى جوبز من أجل إقناع جون سكولي من شركة «بيبسي» ليكون المدير التنفيذي لأبل وتم طرح جهاز جديد في السوق باسم «ليزا»، وعلى الرغم من التقنية العالية لهذا الجهاز إلا أنه عانى من الفشل نظراً لسعره المرتفع، عقب ذلك سارع جوبز من أجل تطوير جهاز «ليزا» فتم استخدام نفس التكنولوجيا ولكن بصورة أبسط وجاء عام 1984 ليشهد انطلاقة أول كمبيوتر «ماكنتوش» والذي غزا السوق بقوة وحقق الكثير من النجاح.
صعدت أسهم أبل سريعًا إلى القمة ففي عام 1980 وبعد طرحها لأسهمها في اكتتاب عام أولي بسعر 22 دولار للسهم قفزت لتصبح 29 دولار وأصبحت قيمة أبل السوقية تقدر بـ 1.2 مليار دولار، وكان جوبز مساهم رئيسي بالشركة بحصة تقدر بـ 15% من الأسهم. وقاد جوبز شركة أبل للتربع على المركز الأول على قائمة الشركات العالمية الخمسين الأكثر ابتكاراً في العالم ثلاث مرات، وحصلت على جائزة بزنس ويك العالمية، كما شهد آخر تقرير مالي للشركة أثناء ولايته أرقام قياسية غير مسبوقة.
ويعود الفضل إلى جوبز في اختراع فأرة الحاسوب في بدايات ظهور الكمبيوتر الشخصي، ومؤخراً اخترع الشاشات التي تعمل باللمس، وأجهزة الكمبيوتر اللوحية، تلك النجاحات جعلت أبل في الفترة الأخيرة تتخطى شركة إكسون موبيل كأعلى شركات العالم من حيث القيمة رأس المال السوقي يزيد على 375 مليار دولار، حيث تبلغ القيمة السوقية للشركة 346 مليار دولار، وأصبحت الشركة بعلامتها الشهيرة التفاحة مؤقتا أغلى شركة في العالم في بداية أغسطس متقدمة على أكسون موبيل في بورصة نيويورك، قبل أن تعود مجددا إلى المرتبة الثانية.

### متاجر أبل
سعى جوبز من أجل افتتاح سلسلة متاجر لبيع منتجات أبل، وعلى الرغم من التخوف من فتح محلات لتسويق منتجات الشركات نظرًا لكون المتاجر من هذا النوع لا تجني أرباحاً، وتشتت الذهن عن التركيز في تنمية العمل، إلا أن جاءت محلات أبل عبارة عن متحف يضم ما صنعته أبل، كما حرص جوبز على أن ينال كل مشتري قدر كبير من الرفاهية والتميز أثناء وبعد الشراء، وكان من المعتاد في سوق الكمبيوتر الأمريكية أن يقوم العميل بطلب الجهاز أو ما يود شراءه ثم يصل إليه بعدها بفترة مثل ما كان متبع في شركة ديل إلا أن جوبز قرر تغيير ذلك أيضًا، وأن يأخذ العميل طلبه مجرد أن يطلبه وقال في ذلك: عندما أشتري شيئا ًوأعود به إلى أولادي في البيت فإني أريد أن أحصل أنا بنفسي على نظرة الفرحة على وجوه أولادي لا عامل التسليم"، ونجحت محلات أبل في تسويق منتجاتها وزيادة مبيعاتها وتحقيق أرباح استثنائية.
ما زال الارتباط الوثيق بين أسعار أسهم أبل واستقرار مجتمع مستخدميها يرتبط إلى درجة زائدة عن الحد بصحة رئيسها، ففور أن أعلنت أبل أن ستيف جوبز لن يلقي خطاب الافتتاح خلال MacWorld 2009 حتى سرت الشائعات عن صحته حتى وصفه البعض بأنه بات على فراش الموت، وسرعان ما تأثر استقرار وضع الشركة إعلامياً واقتصادياً. ستيف جوبز صرح في خطاب له وجهه إلى مجتمع محبي أبل وعملائها وبما وصفه بالأمر الشخصي للغاية بأن صحته لا تزال بخير.
استمر جوبز في سعيه من أجل التطور وابتكار التكنولوجيا، فأنتجت الشركة أبل 3، ولكن لم يكتب له النجاح فتم استعادة الكمية الأولى منه من السوق، بسبب بعض العيوب التقنية به. وبما أن لكل تكنولوجيا منافسيها قامت شركة "IBM " بإنتاج الكمبيوتر الشخصي، وبالفعل أصبحت بمنتجها منافساً قوياً لشركة جوبز، والذي قام بدوره بشن حملة شرسة من أجل المحافظة على موقعه في سوق التكنولوجيا.

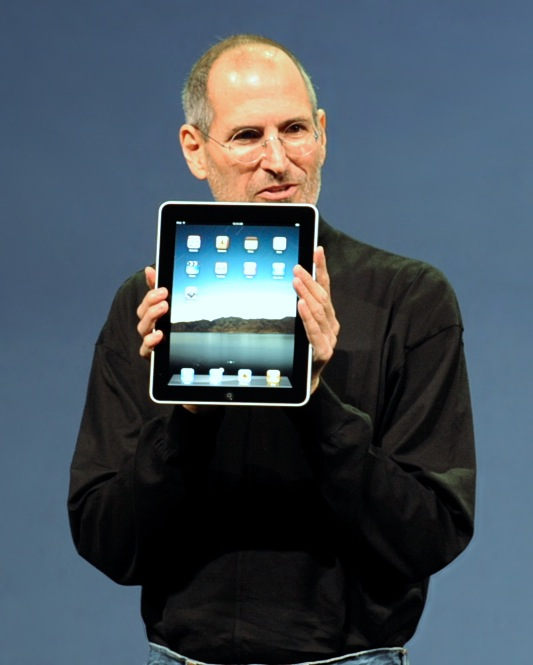
سيتف جوبز عارضاً الآيباد في ماكورلد، تدعم شاشته اللمس المتعدد، ويقوم بتشغيل عدة أنواع من الوسائط من ضمنها الصحف، المجلات، الكتب الرقمية، الكتب النصية، الفيديو، الموسيقى والألعاب وجميع برامج آي فون، يوجد نسختان من الجهاز نسخة تحتوي على جيل ثالث وواي فاي وأخرى تحوي واي فاي فقط، تم إصداره في أبريل 2010.

#### آي باد والآي فون

الشعار الثاني في تاريخ شركة أبل.

قدم جوبز في 2001 جهاز آي بود الذي أثار ضجة كبيرة حينها بحجمه الصغير وتصميمه الأنيق، فضلاً عن أنه ميز شركة أبل من الدخول في مقارنة ومنافسة مع شركات الكومبيوتر الأخرى، وتقوم أبل بتثبيت أقدامها في عالم. بدأت الإثارة الحقيقية بعدها في عام 2007 حين أعادت أبل اختراع الهاتف الجوال باختراعها جهاز آي فون، جهاز بسيط أنيق ومتطور كانت هذه هي المعادلة السحرية التي يطبقها جوبز في كل منتجاته، والتي ظهرت جلية في جهاز آيفون، ثم ظهر بعدها جهاز آي باد في 2010، ليفتح عالماً جديداً هو عالم أجهزة الكومبيوتر اللوحية التي عانت فيه شركات كثيرة لسنوات دون الوصول لأي نتيجة مقنعة. في حين أكد رؤساء شركات صناعة الهواتف النقالة أن عملائهم لا يريدون هواتف ذات شاشات عاملة باللمس، وحين تعلل المهندسين بأن الشاشات العاملة باللمس والتي توفر خاصية اللمس المتعدد لا تجد بطاريات تمدها بالطاقة للعمل لأطول من ساعات جاء ستيف جوبز بالآيفون، ليؤكد كسل الجميع وقصور ما يدعونه.

#### سر التفاحة المقضومة
اختار ستيف جوبز التفاحة كرمز لشركته، ويعود ذلك إلى أنه عمل في حقل تفاح في فترة من حياته. في بادئ الأمر قرر جوبز أن يكون شعار الشركة عبارة عن رسم لشجرة تفاح يجلس إسحاق نيوتن في ظلها. لكن بسبب صغر حجم الصورة وعدم وضوح تفاصيلها قرر استبداله بتفاحة مقضومة، ترمز إلى ثمرة المعرفة التي قضمها آدم في الجنة، ملونة بألوان قوس القزح في إشارة إلى قدرات أبل الشاملة.

### بعد رحيله
تماسكت أسهم شركة أبل ولم تنهار كما اعتقد الجميع بعد إعلان خبر وفاة ستيف جوبز رئيسها التنفيذي السابق. وقالت التقارير الرقمية بشبكة الإنترنت الراصدة لتحركات البورصة أن سهم أبل لم يفقد سوى 23.0 من قيمته مع بدء التعاملات المالية بعد مرور ساعات قليلة على وفاة جوبز.
ومن جهة أخرى سجلت حركة المبيعات لسوق أسهم أبل في المطلق، زيادة قدرها 5.1%. وتعكس هذه الأرقام ـ من وجهة نظر المحللين ـ ثقة عريضة من المستثمرين في شركة أبل، حيث يعتقد الغالبية منهم أن جوبز قبل رحيله قد رسم ملامح سياسة مستقبلية واضحة المعالم، يمكن من خلالها لأبل أن تضمن الريادة في سوق الأجهزة اللوحية والهواتف الذكية لأجل ليس بالقريب.

## حياته الشخصية
تقابل والدا جوبز في جامعة ويسكونسن-ماديسون. عبد الفتاح «جون» جندلي مسلم سوري كان يدرّس هناك. وجوان كارول شيبل وهي كاثوليكية من أصول سويسرية وكانت من طلابه. كانت بمثل العمر تقريباً حيث حصل جندلي على شهادة دكتوراة في سن مبكرة. أصبحت شيبل لاحقاً أخصائية في علم أمراض النطق واللغة. وجندلي صار أستاذاً في جامعة نيفادا في الستينات ثم اتجه إلى صناعة الأطعمة والمشروبات. ومنذ 2006، أصبح نائب الرئيس لأحد الكازينوهات في رينو، نيفادا. وفي ديسمبر 1955، بعد عشرة أشهر من ولادة جوبز وتبنيه من قبل عائلة أخرى، تزوج شيبل وجندلي. وفي 1957 أنجب الزوجان فتاة اسمها منى. ثم تطلقا في عام 1962 وفقد جندلي الاتصال بابنته. وتزوجت شيبل مرة أخرى وأصبحت ابنتها منى سيمبسون تحمل اسم زوج أمها.
في الثمانينات وجد ستيف أمه بالولادة، جوان شيبل سيمبسون، التي أخبرته عن أخته البيولوجية منى. وقابل أخته للمرة الأولى عام 1985 وأصبحا صديقين مقربين. أبقى الأخوان معرفتهما سراً حتى 1986 حين قدمته منى في حفل كتابها الأول.

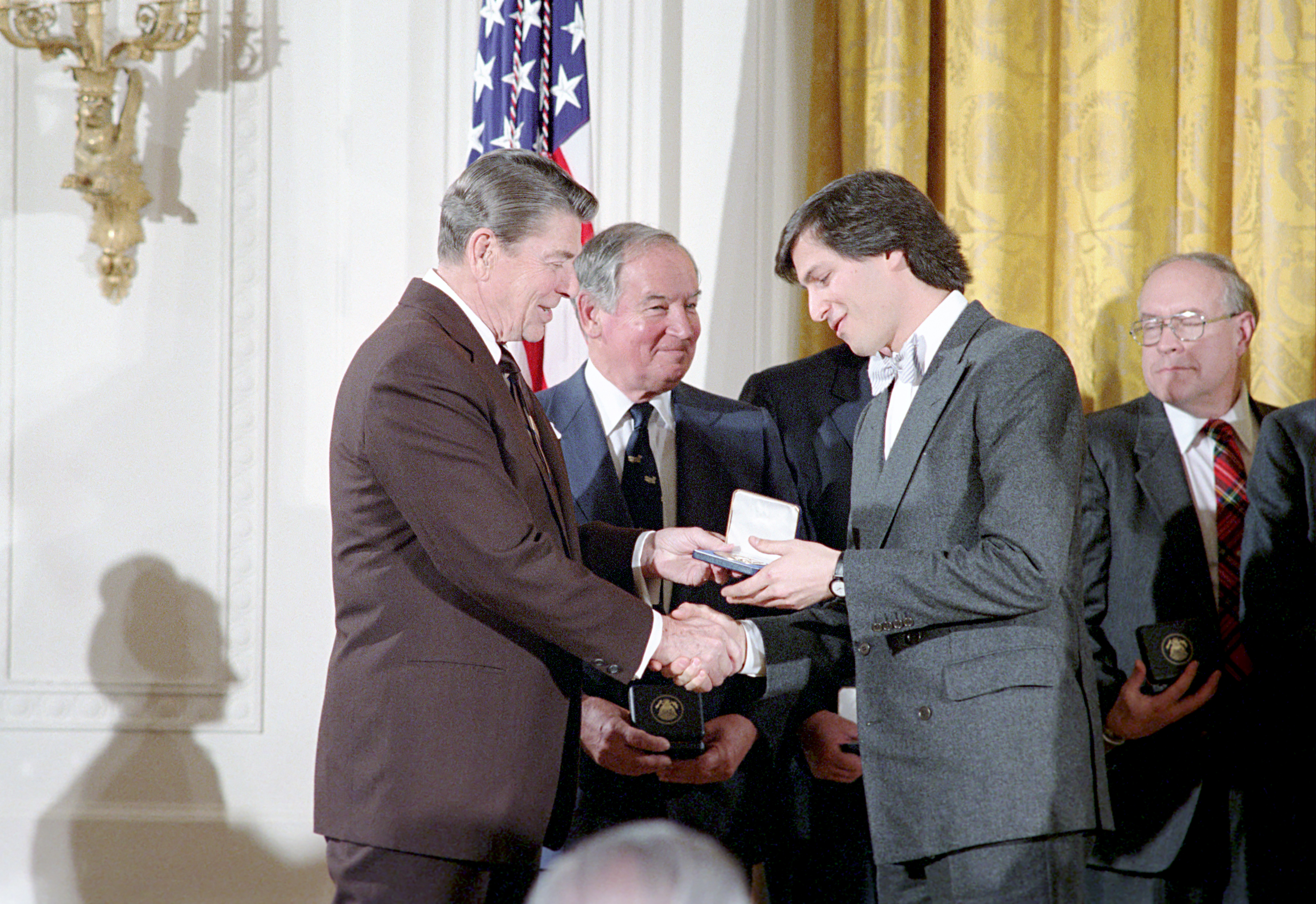
الرئيس الأمريكي رونالد ريغان يقدم جائزة التكنولوجيا الوطنية لعام 1985 لستيف جوبز

بعد أن قررا البحث عن والدهما، عثرت سيمبسون على والدها جندلي مديراً لأحد المقاهي. وكانت هوية ابنه مجهولة لديه. جندلي أخبر ابنته أنه كان قبل ذلك يدير مطعماً في وادي السيليكون وأنه «حتى ستيف جوبز كان قد اعتاد أن يأكل فيه». في مقابلة مسجلة لجوبز مع كاتب سيرته والتر إزاكسون، بثت في برنامج 60 دقيقة قال: «يوم كنت أبحث عن أمي الحقيقية، بديهياً كنت أبحث أيضاً عن أبي، وعلمت عنه القليل ولم يرقني ما علمت. سألت منى بألا تخبره أبداً أنها قابلتني.....وألا تخبره بشيء عني أبداً». جوبز بقي على اتصال متقطع بوالدته جوان سيمبسون، التي تعيش في دار مسنين بلوس أنجلوس. صرح ستيف جوبز في كتابه بخصوص والديه البيولوجيين: «لقد كانا كمصرف للنطاف. هذه ليست فظاظة بل هو الأمر كما كان، مخزناً لنطفتي، لا أكثر.» صرّح جندلي في لقاء له مع صحيفة ذا صن البريطانية في أغسطس 2011، أن جهوده بالاتصال بجوبز كانت غير ناجحة، وقال: «إن كبريائي السوري يمنعني أن أتواصل معه أولاً. أخشى أن يظنني طامعاً بماله وأنا لست كذلك، فلدي مالي الخاص، الذي لا أملكه هو ابني...وهذا ما يحزنني.» في السنة ذاتها أرسل جندلي ملفه الطبي بالبريد إلى ابنه حين ظهرت أخبار عن اضطراب البنكرياس لديه.
قالت منى سيمبسون في كلمتها في حفل لتأبينه في كنيسة ميموريال في جامعة ستانفورد.
 نشأت طفلة وحيدة بأمٍ عزباء. ولأننا كنا فقراء ولأني كنت أعلم بأن والدي قد هاجر من سوريا، فقد تخيلته يبدو كعمر الشريف. أملت أن يكون غنياً وعطوفاً وأن يأتي لحياتنا (وشقتنا التي لم تفرش بعد) ويساعدنا. لاحقاً بعد أن التقيته، حاولت تصديق أنه قد تركنا وغيّر رقمه ولم يدع خلفه عنواناً لنتواصل معه لأنه كان ثورياً متقد الحماس، من ضمن من يسعون إلى غدٍ أفضل للعالم العربي. طوال حياتي، حتى كراشدة، بقيت انتظر رجلاً لأحبه ويبادلني الحب بالمثل. لعقود ظننت ذلك الرجل سيكون أبي. حتى بلغت الخامسة والعشرين وقابلته، كان أخي.
طفل جوبز الأول، ليزا برينان-جوبز، ولدت عام 1978، من صديقته التي طال بقائه معها كريس آن برينان، رسامة Bay Area. لسنتين ربت ابنتها في دارٍ للرعاية. فيما كان جوبز ينكر أبوته لها محتجاً بأنه عقيم. لكنه أقر فيما بعد بأن ليزا ابنته. تزوج جوبز لورين باول في 18 مارس 1991 وأقاما حفل زفافهما في فندق (أواني) بمنتزه يوسمايت الوطني. ترأس حفل الزفاف راهب زن بوذي يدعى كوبن تشينو أوتوقاوا.
ابنهما، ريد، ولد في سبتمبر 1991، متبوعاً بفتاتين، إيرين ولدت في أغسطس 1995، وإيف المولودة في 1998. وتعيش العائلة في بالو ألتو، كاليفورنيا.
في السيرة الغير مصرحة (The Second Coming of Steve Jobs) ذكر المؤلف آلن دويتشمان، أن جوبز كان على علاقة عاطفية بمغنية الفلكلور الأمريكية جوان باييز. حيث نقل دويتشمان عن إليزابيث هولمز، من أصدقاء ستيف في الفترة التي قضاها في كلية ريد، حسب ما قالت أنها «تعتقد أن جوان باييز قد وقعت في غرام ستيف، حين كانت على علاقة ببوب دايلان» (دايلان كان مغني إيقونة أبل المفضل). في سيرة غير مصرحة أخرى تحمل عنوان (iCon: Steve Jobs) لجيفري يونق وويليام إل. سايمون. أشار المؤلفان إلى أنه يحتمل أن ستيف كان قد تزوج من باييز، لكن عمرها ذلك الوقت (41 عاماً) لم يجعل حصولهما على أطفال أمراً مرجحاً.
جوبز كان أحد المعجبين بفرقة البيتلز. وكان قد أشار إليهم في مناسبات عدة في عروضه. وحين سوئل عن نموذجه في الأعمال في برنامج 60 دقيقة، أخبر بأنه يعتبر تلك الفرقة أنموذجاً له.
في 1982، اشترى جوبز شقة في السان ريمو، مبنى سكني فاخر في نيويورك وذو سمعة سياسية تقدمية، حيث ديمي مور، ستيفن سبيلبرغ، ستيف مارتن والأميرة ياسمين آغا خان ابنة ممثلة هوليود ريتا هيوارث، قد امتلكوا شققاً في نفس المبنى. بالاستعانة بخدمات المعماري آي إم بي، أمضى جوبز سنوات في تجديد شقته في الدورين العلويين من البرج الشمالي دون أن ينتقل إليها مطلقاً. حتى باعها بعد قرابة العقدين إلى المغني الأيرلندي بونو.
في عام 1984، اشترى جوبز منزل آل جاكلينق. البالغة مساحته 1600 م²، بـ14 غرفة نوم. القصر المبني على الطراز الإسباني صممه جورج واشنطن سميث في ووودسيد، سان ماتيو، كاليفورنيا. ورد أن القصر ظل شبه غير مفروش طوال مدة إقامة ستيف جوبز البالغة عشر سنوات فيه. وطبقاً لبعض التقارير، كان يبقي دراجة BMW R60/2 نارية من طراز 1966 في غرفة المعيشة، وقد سمح لبيل كلينتون باستخدامه في 1998. رد كلينتون الجميل إلى جوبز - الذي كان ديموقراطياً - وقضى الأخير ليلة في غرفة نوم لينكولن في البيت الأبيض. منذ أوائل التسعينات أصبح جوبز يعيش في منزل في الحي القديم ببالو ألتو.
يرتدي جوبز عادة بزةً سوداء بأكمام طويلة وياقة عالية قليلاً. صانعها مصمم الأزياء الياباني ايسي مياكي (وقيل أيضاً أنها صنعت بواسطة متجر سانت كروا). ويرتدي بنطال الجينز لي فايس 501 الأزرق وأحذية نيو بالانس 991 سنيكرز الرياضية. أخبر والتر إزاكسون «...بدأ يحب فكرة ذاك الزي الموحد، بسبب ملائمته لكل أيامه، وقدرته على صنع نمط خاص به».
سيارة جوبز كانت مرسيدس-بنز SL 55 AMG فضية من طراز 2008 لا تحمل لوحات عليها، حيث يسمح القانون في كاليفورنيا بستة أشهر للسيارات الجديدة يمكن خلالها عدم تركيب لوحة تسجيل. وجوبز استغل تلك الميزة بالحصول على سيارة SL جديدة كل ستة أشهر.

## وفاته
ظهر جوبز بصورة عامة لأخر مرة في 6 يونيو 2011 في مؤتمر المطورين العالمي 2011، عانى ستيف من آثار جراحة خطيرة قام بها سابقاً وتطلبت عملية زرع كبد جديد له، وتقدم بطلب إجازة مرضية طويلة لشعوره باعتلال في صحته. ومؤخراً صوت موظفو أبل بنسبة 95% عن رضاهم الشخصي عن أدائه كرئيس تنفيذي لشركتهم، في استفتاء نشره موقع جلاسدور علي الإنترنت. عانى ستيف جوبز في الفترة الأخيرة من حياته لسنوات طويلة من مشاكل صحية، ولا سيما مع إصابته في 2004 بنوع نادر من سرطان البنكرياس وخضوعه في 2009 لعملية زرع كبد، ومنذ يناير وحتى وفاته كان جوبز في إجازة مرضية أعلن خلالها في 24 أغسطس من عام 2011 استقالته كمدير عام لأبل بعد إصابته بسرطان في البنكرياس، تاركا هذا المنصب لمساعده تيم كوك، والواقع أن متاعب جوبز الصحية بدأت قبل ثمانية أعوام، وظهرت آثاره عليه بوضوح في مختلف المناسبات العامة التي استدعت وجوده، مثل رفع النقاب عن آي فون وآي باد وغيرهما من الأجهزة الثورية التي عادت بها أبل بقوة هائلة إلى حظيرة شركات التكنولوجيا العملاقة، واضطر إلى الاختفاء عن الأنظار فترات طويلة، ثم الظهور، ثم الاختفاء، قبل أن يماط اللثام عن إصابته بسرطان البنكرياس.
أعلنت أبل وفاة جوبز في بيان بوقت متأخر الأربعاء جاء فيه: الإبداع والشغف والطاقة التي تمتع بها جوبز كانت مصدرا لاختراعات لا تعد ولا تحصى، أثرت وحسنت حياتنا ", وأتت وفاته بعد يوم واحد من إعلان أبل عن جهاز آي فون 4 س  النسخة المطورة من أيفون 4  والأكثر قوة والمجهز بتحديثات عدة من بينها التوجيهات الصوتية.
الوزن
شارك جوبز الجميع السبب في نقص وزنه المستمر خلال الفترة الماضية، وهو السبب الرئيسي في ظهور الشائعات وانتشارها عن صحته، وقال بأن السبب تأكد أنه يتعلق باختلال في الهرمونات وأنه قد بدأ العلاج بالفعل. جوبز سيقضي خلال فترة MacWorld إجازة مع عائلته وعاد ليؤكد بأنه سيكون أول من يطالب بتنازله عن منصبه كرئيس تنفيذي لأبل فور شعوره بأن حالته الصحية ستعيق أداؤه لمهام عمله.

### الاستقالة
في منتصف عام 2004 أعلن جوبز لموظفيه أنه قد تم تشخيص حالته بأنه مصاب بورم سرطاني في البنكرياس ومستقبل هذا المرض عادة ما يكون سيئاً للغاية ومع ذلك ذكر أن لديه نوعًا نادرًا من سرطان البنكرياس أقل عدوانية. وبعد رفضه فكرة التدخل الطبي التقليدي والشروع في اتباع نظام غذائي خاص لاحباط هذا المرض. قرر ستيف استئصال البنكرياس والإثناعشري - إجراء يبل - في يوليو 2004 في عملية تكللت بالنجاح. وهذا يظهر على ما يبدو أنه لم يتعالج بالعلاج الكيمائي أو الإشعاعي. وفي فترة غياب جوبز أدار الشركة مدير المبيعات والعمليات حول العالم في أبل تيمثوي دي كوك. اضطر جوبز لتقديم الاستقالة بعد تدهور حالته الصحية بشكل يؤثر على أدائه لعمله بنفس الوتيرة حتى توفي يوم 5 أكتوبر، قدم ستيف جوبز استقالته من منصبه كمدير تنفيذي في أغسطس 2011 عن عمر يناهز 56 عاماً، وقال في رسالته التي أرسلها لمجلس إدارة الشركة: 
كان ستيف جوبز في إجازته المرضية قبل تقديم استقالته منذ يناير 2011 حيث خضع لعملية زرع كبد. وكان قد نجا من مرض السرطان عام 2004. انخفضت أسهم الشركة بمقدار 7 % بعد أن أعلن ستيف جوبز منذ ساعات عدة أنه سيبتعد عن مسؤولياته كرئيس تنفيذي لأبل حتى نهاية شهر يونيو المقبل في إجازة مرضية يتفرغ خلالها للعلاج بعد أن وصف مرضه بأنه أكثر تعقيدا قليلا مما اعتقده سابقاً. تيم كوك سيحل محل جوبز للقيام بمهام الرئيس التنفيذي حتى نهاية اجازته وإن كان جوبز سيبقى مسؤولاً عن القرارات الإستراتيجية الكبرى على حد وصفه خلال هذه الفترة.

### وفاته
في 5 أكتوبر 2011 أصدرت أسرته بياناً تقول: اليوم، ستيف جوبز مات بسلام. قالت شركة أبل في بيان مقتضب أن مؤسسها المشارك ورئيسها التنفيذي السابق ستيف جوبز، قد فارق الحياة عن عمر يناهز 56 عام. وكان ستيف قد استقال منذ شهر تقريباً من منصبه كرئيس تنفيذي لأبل، وقال وقتها انه وفي بوعده في الابتعاد عندما يشعر انه غير قادر على العطاء.
قال بيان شركة أبل: نحن حزينون بشدة لإعلان خبر وفاة ستيف جوبز، عبقرية ستيف، شغفه وطاقته كانت مصدر اختراعاتنا الغير محدودة والتي طورت حياتنا جميعاً العالم أصبح أفضل بشكل لا يقاس بسبب ستيف. حبه العظيم كان لزوجته، لورن، ولعائلته. قلوبنا معهم ومع جميع من لامستهم هداياه الغير مقدرة بثمن". وأعلنت السلطات الصحية في مقاطعة سانتا كلارا الأمريكية أن سبب وفاة ستيف جوبز كان توقفاً في التنفس ناتج عن سرطان البنكرياس الذي انتشر في جسده. وقالت أيمي كورنيل، من وزارة الصحة العامة بالمقاطعة، إن جوبز توفي في الساعة الثالثة بعد ظهر الأربعاء (منتصف الليل بتوقيت الشرق الأوسط) بمسكنه في بالو آلتو بكاليفورنيا، ووري الثرى الجمعة في ذات المنطقة. تم الإعلان عن وفاة جوبز بعد ساعة من فقدانه الحياة.[بحاجة لمصدر]

### جنازته
أقيمت مراسم دفن جوبز واقتصرت على العائلة والمقربين، الجنازة كانت عبارة عن تجمع صغير وخاص دون أن يشير إلى مكان ووقت الجنازة احتراما لخصوصية عائلة جوبز. وكانت شركة أبل قالت إنه لن تقام جنازة عامة لجوبز وأشارت إلى أنها ستحتفي مع موظفيها بحياته المذهلة.

### نعيه
في 5 أكتوبر 2011 تبدلت الصفحة الرئيسية لموقع أبل إلى صورة لجوبز بالأبيض والأسود يظهر بجانبها اسمه، أسفله عاما ميلاده ووفاته. وصفحة أخرى فرعية ورد فيها ما يلي:
«فقدت أبل رجلاً ذا بصيرة وعبقرية خلاقة، وفقد العالم إنساناً بديعاً. إن أولئك منا الذين اكتنفهم الحظ ليعرفوا ستيف ويعملوا معه قد فقدوا صديقاً غالياً ومعلماً ملهم. قد مضى ستيف تاركاً خلفه شركة ما كان لأحدٍ سواه أن يبنيها. وستظل روحه إلى الأبد أساساً لها وقوام.»
كما تم نشر عنوان بريد إلكتروني للجمهور لمشاركة ذكرياتهم، تعازيهم وخواطرهم عن جوبز على صفحة ويب عنونت بـ (ذكرى ستيف). وأظهرت الصفحة الرئيسية لموقع بيكسار صورة تجمع جوبز بجون لاسيتر المدير الإبداعي في ديزني وإد كاتمول رئيس بيكسار الحالي ملحقة بالنعي:
«ستيف جوبز كان ذا رؤية غير مألوفة، صديقنا الغالي ونور عائلة بيكسار المرشد. لقد رأى ما كان يمكن لبيكسار أن تكون قبل أيٍ منا، ووراء ما تخيله أي أحد. ستيف جازف وآمن بحلمنا المجنون في صناعة أفلام بالحواسيب. الشيء الوحيد الذي كان يردده دوماً كان بسيطاً» اجعله عظيماً«. لقد كان السبب في جعل بيكسار على ما صنعناها عليه، وقوته، نزاهته وحبه للحياة جعلتنا جميعاً أناساً أفضل. سيبقى إلى الأبد جزءً من جين بيكسار. قلوبنا مع زوجته لورين وأطفالهما خلال هذا الوقت شديد الألم».
ترك ستيف خلفه زوجته لورين التي كان زوجاً لها لمدة 20 عاما، وأطفالهما الثلاثة ريد، ايرين وايف. وابنته ليزا برينان جوبز، التي أنجبها من علاقة سابقة.
رغم أن معظم المهتمين بشركة أبل كانوا يعرفون بمرض ستيف جوبز وإصابته بالسرطان إلا أن موته كان له وقع الصدمة سواء كان على من يتتبع أخبار شركة أبل ومنتجاتها أو من معجبي ستيف جوبز وشخصيته الفريدة التي كانت لها إسهامات غير مسبوقة في عالم الكمبيوتر والموسيقى الرقمية والهواتف الجوالة وغيرها. فهو شخص كان يسعى للكمال. أثارت وفاة جوبز مشاعر الحزن لدى محبي علامة التفاحة الشهيرة الذين تجمعوا خارج متاجر أبل حول العالم حاملين الشموع وباقات الزهور والتفاحة الشهيرة. وارتفعت في سان فرانسيسكو صورة بالأبيض والأسود لجوبز على أجهزة أيباد. وتصدرت صورته موقع أبل الإلكتروني فيما أعلنت الشركة عن إنشاء موقع خاص لتقبل التعازي ومشاعر المحبين. وورد سيل من ردود الفعل ولاسيما على شبكات التواصل الاجتماعي، يشهد على حجم الرمز الذي بات يجسده مهندس كل نجاحات أبل، وامام متجر أبل على الجادة الخامسة في نيويورك وضع انصار علامة التفاحة المقضومة الشهيرة باقات الزهر. وتم تسجيل حوالي 35 مليون مدونة صغيرة عند ظهر الخميس بالتوقيت المحلي في الصين تناولت مؤسس أبل على خدمة المدونات الصغرى الرئيسية في البلاد سينا ويبو.
تجمع محبو جوبز خارج متاجر أبل حول العالم من لوس انجليس إلى سيدني، وخارج أحد المتاجر في مدينة نيويورك صنع محبوه هيكلا تذكاريا من الشموع وباقات الزهور وتفاحة وجهاز آيبود تاتش، وفي سان فرانسيسكو رفعوا صورة بالأبيض والأسود لجوبز على أجهزة آيباد. وتحول الكثير من المواقع الإلكترونية ومن بينها موقع أبل إلى صفحات تأبين إلكترونية في شاهد على الإبداع الرقمي الذي كان جوبز مصدر إلهام فيه. كرمت أبل قائدها بتحويل الصفحة الرئيسية لموقعها الإلكتروني إلى صورة كبيرة بالأبيض والأسود لجوبز بجوارها تعليق يقول «ستيف جوبز 1955-2011». ونكست الشركة أعلامها خارج مقرها الرئيسي وترك الموظفون الزهور على مقعد.
وعند مقر الشركة بمدينة كوبرتينو قالت شيترا عبدول زادة العاملة في الرعاية الصحية «في ظني لا فرق بينه وبين باستور» في إشارة للعالم الفرنسي لويس باستور. وارتحل بن تشيس (29 عاما) وهو مهندس في شركة للإنترنت وعمل لفترة في أبل من سان فرانسيسكو إلى مقر أبل بعد انتهائه من العمل ليضع باقة من الزهور وقال «هذا هو ما ينبغي عمله.» وبدا على محبي الكمبيوتر في الصين التأثر الشديد. وقال جين يي (27 عاما) في أكبر متجر لأبل في شنغهاي الذي افتتح الشهر الماضي «جئت إلى هنا لأرى كيف سيكون العمل في أول يوم بعد وفاة ستيف جوبز، جئت أيضا للحداد على طريقتي. انها خسارة كبيرة اليوم. لقد صنع هذه الأجهزة التي غيرت مفهوم الناس عن الآلة. لكنه لم يعش ليشهد الخطوة الأخيرة التي تنصهر حياة الناس عبر اختراعاته مع تلك الأجهزة».
وفي هونغ كونغ وضع تشارانتشي تشيو زهرة دوار الشمس ووردة بيضاء امام متجر ابل في وسط المدينة. وقال «أشعر بالحزن. كنت أتمنى أن يعيش لفترة أطول» مضيفا انه كان قد أرسل إلى جوبز رسائل بها نصائح طبية ونصحه برياضة تاي تشي القتالية التي تحافظ على صحة من يمارسونها. وكان بعض الذين تدفقوا على متاجر أبل عند سماء نبأ وفاة جوبز يفكرون في مستقبل أبل بدون أحد أهم مؤسسيها. وأمام متجر أبل في منهاتن قال جوليرم فيراز (44 عاما) وهو رجل أعمال برازيلي «كان لديهم متسع من الوقت للتحضير للعملية الانتقالية سيواصل توم كوك مسيرته».

### قالوا عنه
شكل خبر وفاة ستيف جوبز الكثير من ردود الأفعال حيث قام الجميع بتقديم التعازي إلى عائلته أهمهم بيل غيتس، لاري بايج، تيم كوك، مارك زوكربيرج، سيرغي برين، والرئيس باراك أوباما بنفسه. قالت عائلة ستيف : توفي ستيف جوبز محاطاً بعائلته كلها وهو يحبنا كثيراً، نحن ممتنون له وممتنون لكل من ساعده في هذه الفترة المرضية ووقف بجانبه وسيتم إنجاز موقع على الإنترنت لكل من يريد إبلاغ تعازيه لنا نحن نقدر حزنكم معنا ولكن نطلب منكم احترام خصوصياتنا خلال هذه الفترة القاسية.
- رونالد واين المؤسس المشارك لشركة أبل الخاصة بالكمبيوتر: ستيف جوبز من النوع الفريد صعب أن تجد إنسان مثله سنشتاق إليه كثيراً.
- آندي هرتزفيلد: كان ستيف جوبز صديقي وبطلي لأكثر من 30 عاماً، حياتي تغيرت من وقت ما عرفته فقد كان نقطه عالية في حياتي المهنية هذا إن لم تكن حياتي كلها وهو من أكبر رجال الأعمال في العالم. سوف نفقده كثيرة ولكن سيبقى كأنه يعيش بيننا لأن بصمته في منتجات أبل لن تمحى.
- رئيس الولايات المتحدة الأمريكية اوباما: نشعر بالحزن الكبير لرحيل ستيف جوبز لأنه يعتبر من أعظم المبدعين الأمريكيين ولديه جرأة وموهبة يمكن لها أن تغير العالم بأجمعه هذا إضافة إلى أنه قد رسم الفرح في وجوه الملايين من الأطفال إلى الكهول. عرف ستيف جوبز بمقولته الشهيرة: سأعيش كل يوم كما لو كان آخر يوم في حياتي. صحيح لقد غير منظورنا كلنا للحياة ابعث جميع تاعزيا إلى أفراد عائلته وإلى كل من يحبونه.[100]
- قدم بيل غيتس مؤسس شركة مايكروسوفت تعازيه في وفاة ستيف جوبز عبر تويتر:[101] لقد حزنت جداً على خبر وفاة ستيف أنا وماليندا نوجه تعازينا إلى أصدقاءه وأقاربه وإلى جميع من أحب أعماله، لقد قابلت ستيف منذ 30 عاماً تقريباً وكنا زملاء ومنافسين وأصدقاء. من النادر أن يرى العالم شخصا يأثر به كتأثير ستيف، وسيستمر هذا التأثير لأجيال عديدة قادمة،[100] من حالفه الحظ كما حالفنا وعمل مع ستيف فقد كان هذا شرف عظيم بقوة سوف أفتقد ستيف بشدة.[101]

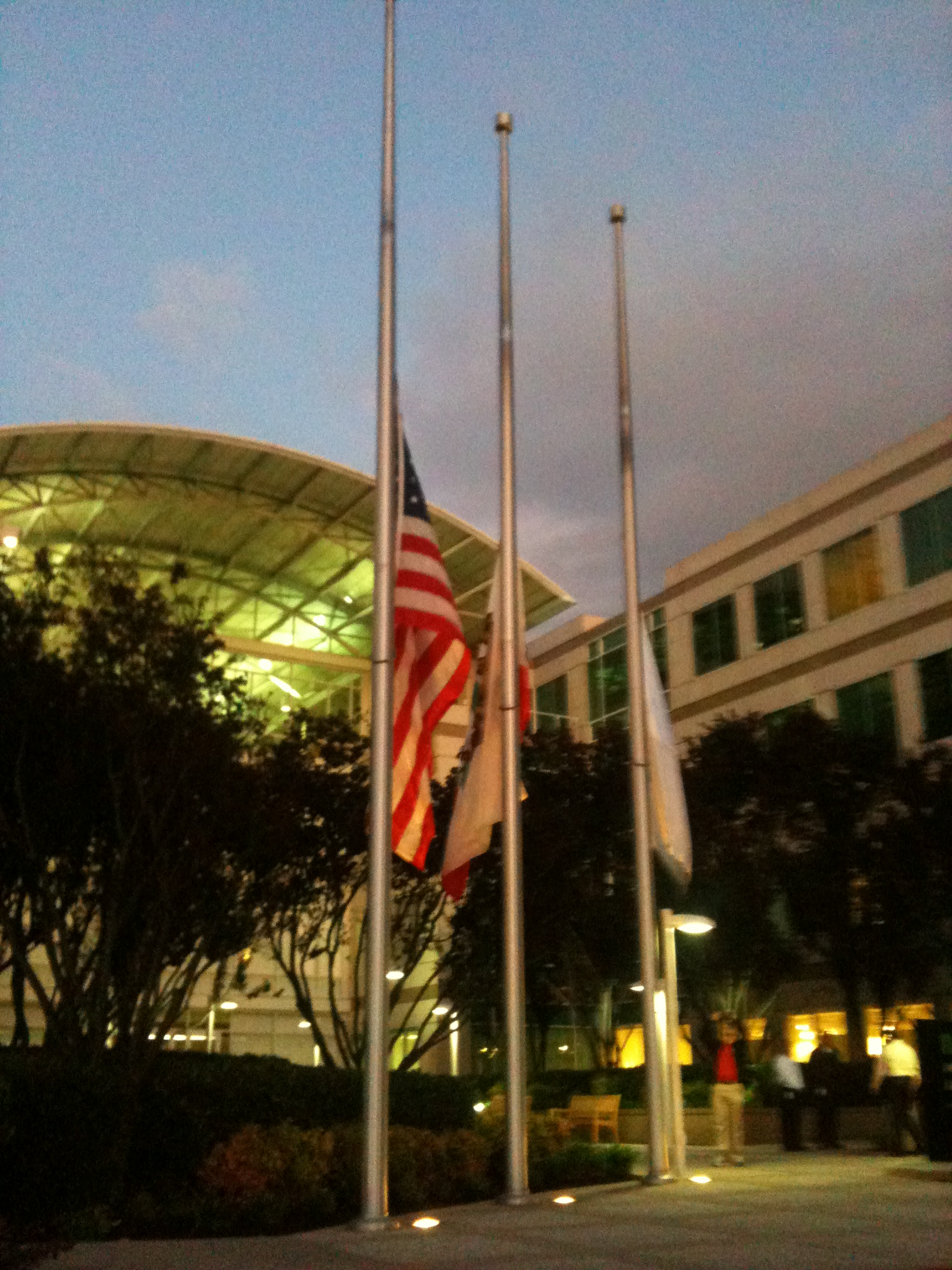
صورة لثلاثة أعلام منكسة أمام شركة أبل. علم الولايات المتحدة وعلم ولاية كاليفورنيا وعلم شركة أبل. في يوم وفاة جوبز.

- تيم كوك: لقد فقدنا أكبر شيء في شركة أبل ولكن روحه التي أسست هذه الشركة ستظل دائماً حولنا نحن نخطط لإنجاز حفلة تكريمية له ولا يمكن للكلمات أن تعبر عن ما بداخلنا من حزن، لكل من يريد أن يعزي أو لديه اقتراح يبعث لنا رسالة على (rememberingsteve@apple.com) هذا البريد الإلكتروني.[100]
- الرئيس التنفيذي لشركة مايكروسوفت ستيف بالمر: أود أن أعبر عن أحر التعازي لوفاة ستيف جوبز، أحد أحد عمالقة الصناعات الإلكترونية، أعزي جميع أسرته وجميع من يعرفه.
- بول ألين الشريك المؤسس لمايكروسوفت: أقدم أحر التعازي لعائلة ستيف لقد فقدنا رائداً كبير في عالم التكنولوجيا لأنه عرف كيف يواجه الشدائد ويتغلب عليها.
- مارك زوكربيرج: ستيف شكراً لك لكونك أفضل معلم وأفضل صديق شكراً لتعليمنا أن كل إنجاز نقوم به يمكن أن يغير العالم سأفتقدك.[100]
- لاري بايج الرئيس التنفيذي لشركة جوجل: أنا حزين جداً لسماع خبر وفاة ستيف لقد كان رجلاً عظيماً مع إنجازات رائعة وتألق مدهشة وكان مصدر إلهامي الوحيد.
- برين سيرجي: ما أعجبني في ستيف هو حرصه الدائم على التفوق، أبلغ عزائي لجميع الأهل والأصدقاء.
- رئيس غوغل إيريك شميت: اليوم يوم حزين جداً بالنسبة إلي فمن غير المحتمل أن تجد في هذا العالم شخص آخر مثل ستيف.
- بوب ايجر الرئيس التنفيذي لشركة ديزني: كان ستيف جوبز صديقاً كبيراً ومستشار موثوق به لقد فقد العالم نسخة أصلية نادرة ومع كل إنجازاته التي قام بها كان دائماً يقول أنه ما زال في البداية.
- الرئيس التنفيذي لشركة نيوز كورب روبرت مردوخ: اليوم فقدنا واحداً من أكبر المفكرين والمبدعين تأثيراً ورجال الأعمال في كل العصور لقد كان ثورة تكنولوجية في هذا العالم.
- الرئيس التنفيذي لشركة تويتر ديك كوستولو: ستيف شخص نادر يأتي مرة واحدة لهذا العالم لا أعتقد أنه سيأتي شخص مثله.[102]

## التغطية في الكتب والأفلام والمسرح
كان ستيف جوبز محور العديد من الكتب والأفلام. وصفته ابنته الكبرى والتي تّدعى ليزا برينان جوبز في مذكراتها بأنه كان قاسي الطبع والمعاملة خلال سنوات مراهقتها، وأشارت كذلك إلى أن النجاحات التي حققها في أعماله كانت من الأسباب الرئيسية لتصرفاته وإساءاته القاسية.

### كتاب سيرة ستيف جوبز
بعد محاولات حثيثة وافق ستيف جوبز علي التعاون في رصد وتسجيل سيرته الذاتية لتخرج في صورة كتاب للجميع في أوائل العام 2012. وأعلنت شركة النشر الأمريكية سايمون اند شوستر أن مشروع تنفيذ كتاب للسيرة الذاتية لجوبز علي وشك التحقيق مع بدايات العام المقبل بعد جلسات عمل مستمرة منذ 2009 حسب قول متحدث رسمي للشركة، تم فيها إجراء مقابلات وحوارات وتقارير مع جوبز نفسه وأعضاء عائلته وموظفين في شركته ومنافسين له في شركات أخرى أيضاً. يذكر أن الكتاب الذي يستند إلى أكثر من 40 مقابلة شخصية أجريت مع مؤسس شركة أبل الراحل يمثل السيرة الذاتية الوحيدة التي اعتمدها جوبز.
عُهد إلى والتر إزاكسون بصياغة السيرة الذاتية لجوبز، وقد شغل إزاكسون المذكور منصب المدير التنفيذي لمعهد آسبن في واشنطن كما كان مدير التحرير السابق لمجلة تايم، وكانت كتبه الأكثر مبيعاً على قائمة أمازون لفترة من الزمن، وهو صاحب كتاب ألبرت أينشتاين (آينشتاين: حياته والكون) وبنجامين فرانكلين (بنجامين فرانكلين: والحياة في أميركا). كتب والتر إزاكسون كتاب السيرة الذاتية لستيف جوبز بعد أن قضى مع جوبز أكثر من 40 جلسة استماع منفرده على مدى عامين كاملين، بالإضافة إلى لقاءات مع كل مايحيط به من أفراد الأسرة والأصدقاء والخصوم والمنافسين والزملاء. الكتاب كان من المقرر طرحه في مارس سنة 2012، إلا أنه لسبب أو لأخر تم طرحه في 21 نوفمبر 2011.
كتب المؤلف في مقدمة الكتاب واصفاً جوبز بكلمات قال فيها: «إنه رجل الأعمال الإبداعية وصاحب الثورة الشرسة التي حركت بالفعل ست صناعات: أجهزة الكمبيوتر الشخصية والأفلام المتحركة والموسيقى والهواتف والحوسبة اللوحيه والنشر الرقمي، باختصار هو كتاب عن الابتكار». وقالت دار نشر بلو ووتر برودكشنز أنها تتعجل طبعة إلكترونية خاصة لكتاب هزلي عن جوبز، بحيث يمكن شراء الكتاب الكوميدي الذي يضم 32 صفحة ويحمل عنوان «ستيف جوبز: مؤسس أبل» على جهازي نوك وكيندل، على أن تُصدر النسخة المطبوعة المصورة للكتاب لاحقًا مع تخصيص جزء من أرباح الإصدارين لجمعية السرطان الأمريكية.
التقى جوبز آخر مرة مع كاتب سيرته والتر إزاكسون قبل أسبوعين من وفاته، حين كان يشعر أن نهايته باتت قريبة، يذكر إزاكسون أنه وجد جوبز يتأوه ألماً في غرفة نوم على الطابق الأرضي من منزله في بالو آلتو بولاية كاليفورنيا، وقال جوبز لكاتب سيرته أنه أضعف من أن يصعد السلم إلى غرفته القديمة، ونقلت صحيفة الغارديان عن إزاكسون أن عقل جوبز رغم المرض كان لم يزل متوقدا وفكاهته لاذعة.
وكان جوبز رغم شهرته العالمية حريصاً بصفة خاصة على إبقاء حياته الخاصة بعيدة عن الأضواء، بما في ذلك حياة نجله وبناته من زوجته التي شاركته حياته 20 عاماً وابنته الأخرى من علاقة سابقة، ولكنه قال لكاتب سيرته أنه لم يكن موجوداً معهم على الدوام ويريدهم أن يعرفوا السبب وأن يفهموا ما كان يفعله.
وصفت دار «سايمون أند شوستر» للنشر جوبز بأنه رجل «تسوقه شياطين» رجل يمكن أن يدفع المحيطين به إلى الغضب واليأس، وقال الناشر أن جوبز رغم تعاونه في كتابة سيرة حياته، لم يطلب مراقبة ما يكتب ولا حتى الحق في قراءة ما يكتب قبل نشر السيرة وأنه لم يحدد ممنوعات لا يمكن التقرب منها وكان يشجع من يعرفهم على الكلام بصدق. وكان جوبز يتكلم بصراحة، وأحياناً بصراحة شديدة القسوة، عن الأشخاص الذين عمل معهم وتنافس ضدهم، ويقدم أصدقاؤه وأعداؤه وزملاؤه صورة بلا رتوش عن عواطفه وسعيه وراء الكمال وهواجسه وفنه وشيطنته ونزعته القهرية إلى السيطرة، التي أسهمت كلها في تحديد مقاربته إزاء العمل والابتكارات التي طرحها لتكون في متناول الجميع. ولقد تمت ترجمة الكتاب إلى اللغة العربية من قبل مكتبة جرير وتم طرحه في الأسواق في بداية شهر مارس 2012.

### في السينما
أصدرت شركة سوني بيكتشرز سنة 2013 فيلمًا عن سيرة ستيف جوبز حمل عنوان «جوبز» أدى فيه الممثل أشتون كوتشر دور البطولة. وفي سنة 2015 أصدرت شركة يونيفرسال بيكشرز فيلمًا آخر عن سيرة حياة ستيف جوبز أدَّى فيه الممثل مايكل فاسبندر الدور الرئيسي.

## الروابط الخارجية
- ستيف جوبز على موقع IMDb (الإنجليزية)
- ستيف جوبز على موقع الموسوعة البريطانية (الإنجليزية)
- ستيف جوبز على موقع روتن توميتوز (الإنجليزية)
- ستيف جوبز على موقع مونزينجر (الألمانية)
- ستيف جوبز على موقع ألو سيني (الفرنسية)
- ستيف جوبز على موقع ميوزك برينز (الإنجليزية)
- ستيف جوبز على موقع أول موفي (الإنجليزية)
- ستيف جوبز على موقع إن إن دي بي (الإنجليزية)
- ستيف جوبز على موقع ديسكوغز (الإنجليزية)
- ستيف جوبز على موقع ديسكوغز (الإنجليزية)
- هل تتراجع أبل بعد مرض ستيف جوبز؟  الجريدة، 19 يناير 2011.
- معرض صور لي ستيف جوبز من إعداد موقع بي بي سي العربي.
- وفاة ستيف جوبز المدير السابق لشركة أبل. تقرير من قناة بي بي سي عربي.
- معلومات أخرى للاستزادة عن ستيف جوبز مدونة أبوظبي.
- صور: ستيف جوبز يلتقي اشد المعجبين بأبل من إعداد مجموعة مزمز.
- صور: ستيف جوبز يظهر في مُخيَّم للَّاجئين السوريين موقع ريادة.
- وثائقي حول ستيف جوبز مؤسس شركة أبل